# Ba (König)
Ba (eigentl. Hor-ba) ist der Horusname eines altägyptischen Königs (Pharaos) der 2. oder 3. Dynastie (Altes Reich).
Über die genaue Regierungszeit, Dauer der Herrschaft und Beziehungen zu weiteren Herrschern der 2. und 3. Dynastie ist bislang nichts bekannt, Bas historische Figur ist sehr dünn belegt und deshalb kaum erforscht.

## Belege
Die einzigen möglicherweise handfesten Belege für die Existenz von Pharao Ba sind eine zerbrochene Basalttafel (Objekt 10034) und ein Grünschieferfragment aus dem Pyramidenkomplex des Pharao Netjerichet in Sakkara, sowie die Mastaba eines Priesters namens Nianchba, welcher in der 6. Dynastie wirkte.

## Forschung

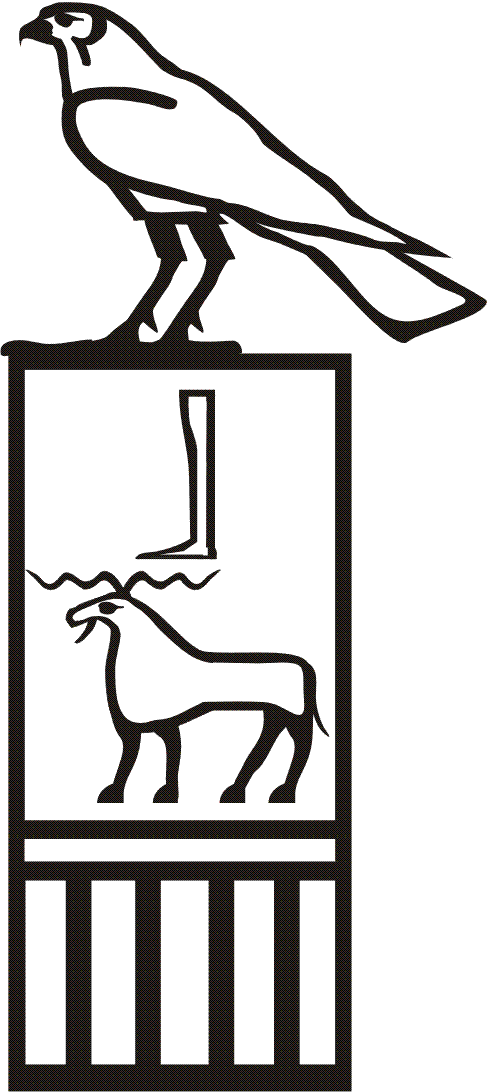
Serech mit dem Namen des Königs Ba

Im Jahre 1899 präsentierte der Forscher M. S. Ricci in Zeitschriften für Ägyptische Sprache und Altertumskunde Nr. 35 eine Zeichnung, in der ein Serech mit einem einzelnen Bein-Symbol (Gardiner-Zeichen D58) darin zu sehen war. Riccis Aussage nach stammte der Serech aus dem Wadi Maghara im Sinai. Miroslav Cerny und Michel Baude fanden jedoch heraus, dass es sich um eine Fehlinterpretation durch Ricci handelte: Dieser hatte in Wahrheit den Serech von König Sanacht abgezeichnet, das aufrechte Sa-Symbol und die beiden horizontalen Zeichen N35 und M34 waren beim Abzeichnen zu einem Bein-Symbol verschmolzen.
Peter Kaplony und Miroslav Cerny halten es für möglich, dass König Ba mit König „Vogel“ identisch ist. Ihre These stützt sich auf eine mögliche Lesung des Namens von König „Vogel“ als „Horus Ba“. Da das Widdersymbol im Namen von König Ba dieselbe Lesung hat (eben „Ba“), nehmen die beiden an, dass mit beiden Horusnamen dieselbe historische Person gemeint war. Diese These wird jedoch von der Mehrheit der Forschung mit Skepsis betrachtet.
Die Ägyptologen Winfried Barta, Jochem Kahl und Wolfgang Helck sehen in König Ba einen Herrscher, der für sehr kurze Zeit gegen Ende der 3. Dynastie regiert haben könnte. Dabei stützen sie sich auf die bereits erwähnte Mastaba des Priesters Nianchba, welcher den Totendienst um König Ba versehen haben muss. Dieser Kult scheint jedoch unmittelbar nach Nianchbas Tod erloschen zu sein, was aber typisch für Regenten mit sehr kurzer Regierungszeit ist.
Der Ägyptologe Nabil Swelim hingegen hält Pharao Ba für einen Blitzherrscher der 2. Dynastie, der für sehr kurze Zeit nach König (Pharao) Ninetjer an die Macht kam. Er stützt sich dabei auf den abydenischen Namen von Ninetjer -Ba-Netjer- und vermutet, dass das Widdersymbol in Bas Namen versehentlich in den Geburtsnamen des Ninetjer eingeflossen sein könnte.
Andere Gelehrte wie Jürgen von Beckerath und Winfried Barta halten Ba für den Horusnamen des Huni, dem letzten Herrscher der 3. Dynastie. Allerdings fußt diese Theorie nur auf dem Umstand, dass Hunis Horusname bislang nicht ermittelt werden konnte.